# Jacob Brandberg
Jakob Brandberg, född 23 maj 1692 i Falun, död 19 januari 1759 i Torsångs socken, var kamrer vid Stora Kopparberget, ägare till Ornäs.

## Biografi
Jacob Brandberg var son till Olof Eriksson Brandberg (1654–1713) och Katarina Kock (1660–1722). Han tillhörde släkten Brandberg som härstammar från en handelsman i Hudiksvall. Han blev student vid Uppsala universitet 1703, avrads- eller vågskrivare vid kopparkontoret i Falun 1709, bergsman 1711, var postmästare i Falun från 1715 till 1718 och blev bokhållare vid Falu koppargruva 1729. 1748 erhöll han bergslagskamrerares titel.

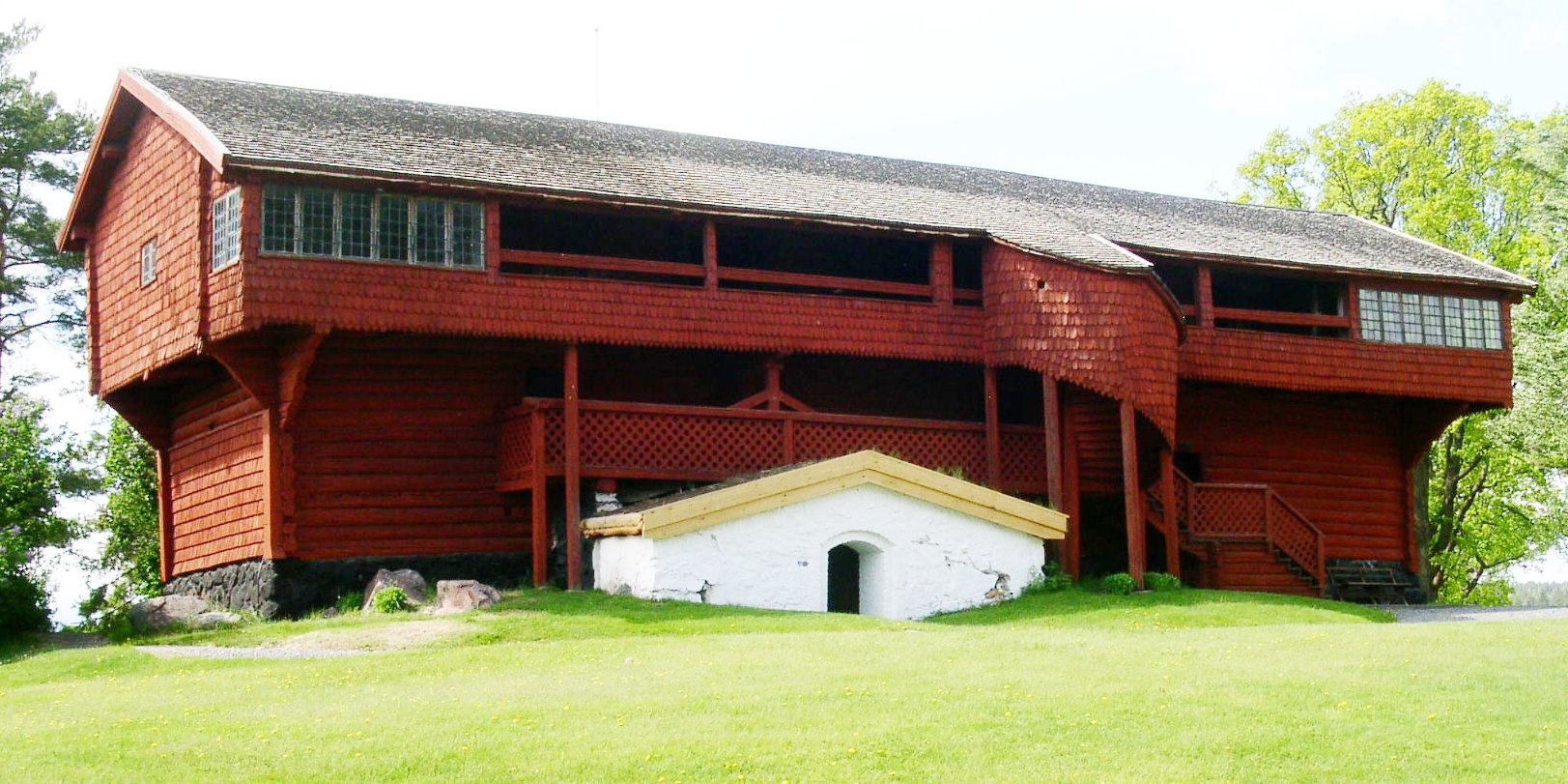
Ornässtugan i Dalarna.

Brandberg ärvde på 1720-talet Ornässtugan efter sin far, och började rusta upp loftstugan vid gården för att göra den till ett museum över Gustav Vasa. Han började även samla föremål kopplade till Gustav Vasa på gården, en stor del av dessa dock förfalskningar, en del skapade av Jacob Brandberg själv.
Brandberg har författat ganska fantasifulla historier kring Gustav Vasas öden och äventyr i Dalarna, vilka publicerades av hans systerson Johan Reinhold Schultze i Stockholms Magazin 1780.
Brandberg gifte sig den 3 juni 1717 med Barbro Velamsdotter Hellström, som var dotter till bergsmannen Velam Andersson.